# Železniční stanice Lod

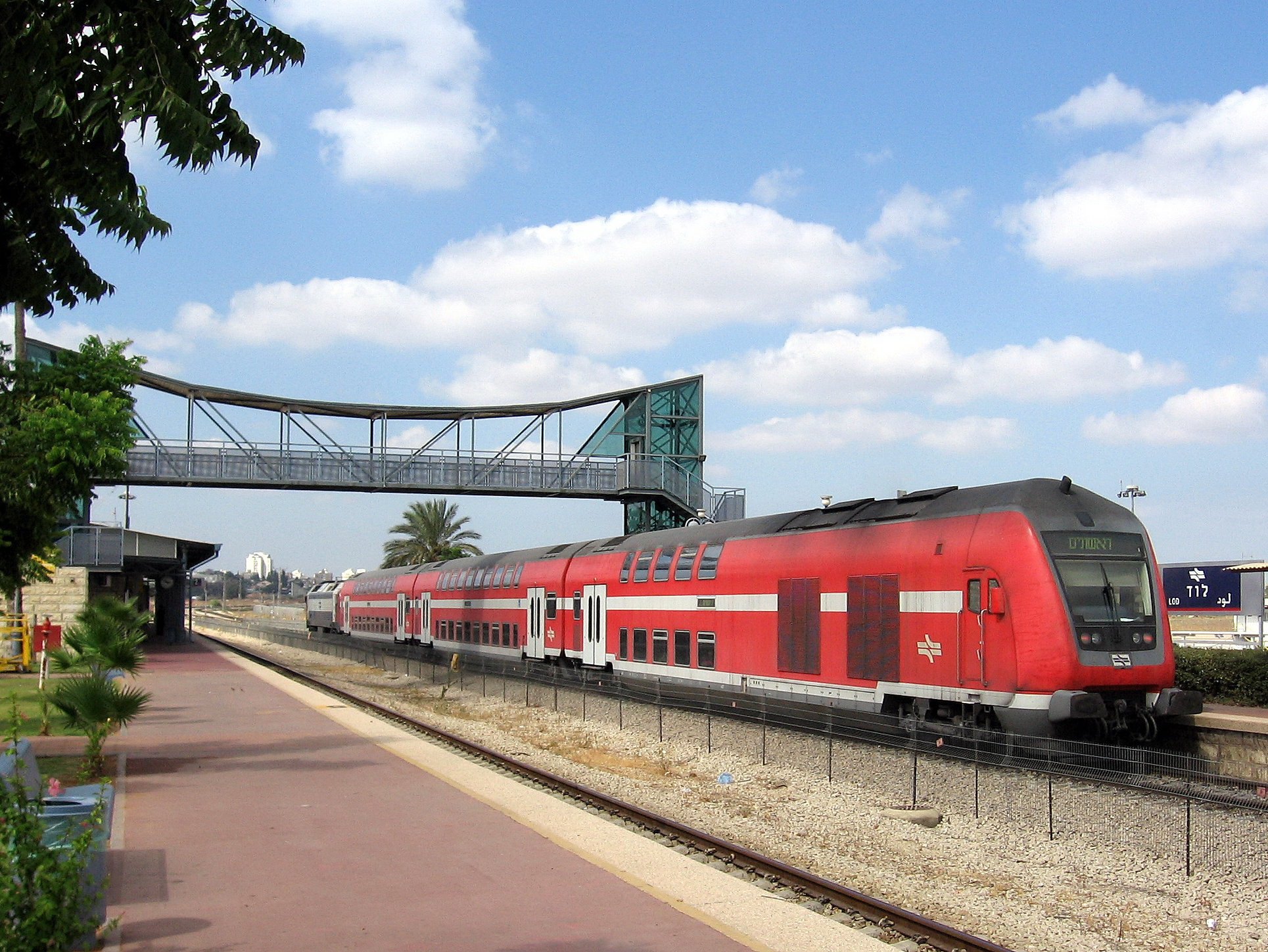
Pohled na železniční stanici

Železniční stanice Lod (hebrejsky: תחנת הרכבת לוד, Tachanat ha-rakevet Lod) je železniční stanice v Izraeli. Leží na železniční trati Tel Aviv-Jeruzalém, železniční trati Tel Aviv-Beerševa, železniční trati Tel Aviv-Rišon le-Cijon, železniční trati Tel Aviv-Aškelon a na zčásti zrušené východní železniční trati.
Leží na severozápadním okraji města Lod v pobřežní nížině, v nadmořské výšce cca 60 metrů. Je situována v ulici Joseftal. Jde o významný železniční uzel. Ze severovýchodu sem přichází východní železniční trať, do níž se na okraji stanice od severu připojuje trať z Tel Avivu, která pak za stanicí uhýbá k jihu do Jeruzaléma, přičemž se z ní potom ještě o několik kilometrů dále na jih odpojuje trať do města Beerševa. Ze stanice k západu vede trať do Aškelonu, která se po několika kilometrech také větví a odbočuje do Rišon le-Cijon. Kolejiště ve stanici Lod je rozsáhlé a slouží i pro nákladní přepravu.
Stanice je obsluhována autobusovými linkami společnosti Egged. K dispozici jsou tu parkovací místa pro automobily, prodejní stánky a veřejný telefon.